# Juguetes rotos
Juguetes rotos es una película española dirigida por Manuel Summers.

## Argumento
El director entrevista a personajes muy populares en otras épocas, pero olvidados con el paso tiempo.

## Personajes entrevistados

### Toreros
- Nicanor Villalta
- Francisco Díaz (Pacorro) (torero)
- Eduardo López

### Boxeadores
- Hilario Martínez
- Paulino Uzcudum
- Luis Vallespín
- Eusebio Librero
- Ricardo Alís

### Futbolistas
- Guillermo Gorostiza

### Actores
- Marina Torres (modelo y actriz)